# 大字穴生
大字穴生（おおあざあのお）は福岡県北九州市八幡西区の大字。住居表示未実施。郵便番号は806-0049。

## 地理
八幡西区の中央部北寄りに位置し、北に大字陣原、東に森下町、南に北筑、西に大字則松 と接する。

## 地域の特徴
かつて遠賀郡穴生村と呼ばれていた地域のうち、宅地化されずに残った部分であり、大半を雑木林が占める。町域の北部は瀬板の森北九州ゴルフコースにかかっている。また南部の一部は星琳高等学校のグラウンドとなっている。

## 歴史

### 沿革
- 1878年（明治11年）11月1日 - 郡区町村編制法の福岡県での施行により、行政区画としての遠賀郡が発足。遠賀郡穴生村となる。
- 1889年（明治22年）4月1日 - 町村制施行により、上上津役村、下上津役村、小嶺村、穴生村、引野村・市瀬村の6村が合併し、遠賀郡上津役村が発足。遠賀郡上津役村大字穴生となる。
- 1937年（昭和12年）5月5日 - 上津役村が八幡市に編入。遠賀郡上津役村大字穴生は八幡市大字穴生となる。
- 1963年（昭和38年）2月1日 - 八幡市、戸畑市、小倉市、若松市、門司市の5市が合併し、北九州市が発足。八幡市大字穴生は北九州市八幡区大字穴生となる。
- 1963年（昭和38年）4月1日 - 北九州市が政令指定都市に指定され、八幡区、戸畑区、小倉区、若松区、門司区の5区を設置。北九州市八幡区大字穴生は北九州市八幡区大字穴生となる。
- 1966年（昭和41年） - 大字穴生の一部が陣原一丁目・三丁目 - 四丁目になる。
- 1973年（昭和48年）6月1日 - 大字穴生の一部が相生町，青山一丁目 - 三丁目，穴生一丁目 - 四丁目，皇后崎町，陣原二丁目・五丁目，鷹の巣一丁目 - 三丁目，竹末一丁目 - 二丁目，鉄王一丁目 - 二丁目，鉄竜一丁目 - 二丁目，萩原一丁目 - 三丁目，樋口町，森下町，若葉一丁目 - 三丁目になる[4]。
- 1974年（昭和49年）4月1日 - 八幡区が八幡西区と八幡東区に分かれ、八幡区大字穴生は八幡西区大字穴生となる[5]。
- 1989年（平成元年）6月1日 - 大字穴生の一部が里中二丁目になる[6]。
- 2002年（平成14年）6月1日 - 大字穴生の一部が北筑二丁目 - 三丁目になる。[7]。

## 世帯数と人口
2025年（令和7年）3月31日現在（北九州市発表）の世帯数と人口は以下の通りである。
| 大字     | 世帯数 | 人口 |
| -------- | ------ | ---- |
| 大字穴生 | 6世帯  | 10人 |

### 人口の変遷
国勢調査による人口の推移。
| 1995年（平成7年）  | 14人 | [ 8 ]  |  |
| 2000年（平成12年） | - 人 | [ 9 ]  |  |
| 2005年（平成17年） | - 人 | [ 10 ] |  |
| 2010年（平成22年） | - 人 | [ 11 ] |  |
| 2015年（平成27年） | - 人 | [ 12 ] |  |
| 2020年（令和2年）  | - 人 | [ 13 ] |  |

### 世帯数の変遷
国勢調査による世帯数の推移。
| 1995年（平成7年）  | 4世帯  | [ 8 ]  |  |
| 2000年（平成12年） | - 世帯 | [ 9 ]  |  |
| 2005年（平成17年） | - 世帯 | [ 10 ] |  |
| 2010年（平成22年） | - 世帯 | [ 11 ] |  |
| 2015年（平成27年） | - 世帯 | [ 12 ] |  |
| 2020年（令和2年）  | - 世帯 | [ 13 ] |  |

## 学区
市立小・中学校に通う場合、学区は以下の通りとなる。
| 大字     | 番地 | 小学校                 | 中学校                 |
| -------- | ---- | ---------------------- | ---------------------- |
| 大字穴生 | 一部 | 北九州市立穴生小学校   | 北九州市立穴生中学校   |
| 大字穴生 | 一部 | 北九州市立永犬丸小学校 | 北九州市立永犬丸中学校 |

## 施設

### 教育施設
- 星琳高等学校グラウンド

### 娯楽施設
- 瀬板の森北九州ゴルフコース